# 테오도뤼스 데커르
테오도뤼스 요저프 데커르(네덜란드어: Theodorus Jozef Dekker, 1927년 1월 11일 ~ )는 네덜란드의 수학자이다. 1958년 암스테르담 대학에서 그의 논문 '집합과 공간에서의 역설적 분해(Paradoxical decompositions of sets and spaces.)'으로 박사학위를 마쳤다. 데커르는 데커의 알고리즘이라는 의사소통을 위한 공유 메모리만을 사용해 두 프로세스들이 하나의 자원을 혼란 없이 공유하는 알고리즘을 발명했다.